# Myrteta ocernaria
Myrteta ocernaria är en fjärilsart som beskrevs av Swinhoe 1893. Myrteta ocernaria ingår i släktet Myrteta och familjen mätare. Inga underarter finns listade i Catalogue of Life.